# Роберт і Бертран
«Роберт і Бертран» (пол. Robert i Bertrand) — польська музична комедія за водевілем Яна Нестроя, чорно-білий фільм 1938 року. До нашого часу фільм не зберігся, від нього залишилось 37 хв.

## Сюжет
Двоє невдах, Роберт і Бертран, працюють мандрівними продавцями краваток. Випадково їх звинуватили в крадіжці грошей і посадили до в'язниці. 
Там герої знайомляться з Іреною, дівчиною з хорошої сім'ї. Вона прикидається злодійкою, щоби написати детективний роман. Разом вони втікають з в'язниці.

## У ролях
- Адольф Димша — Роберт
- Еугеніуш Бодо — Бертран
- Хелена Гроссувна — Ірена
- Антоні Фертнер — Іппель, батько Ірени
- Мечислава Цвикліньська — сестра Іппеля
- Міхал Зніч — барон Добкевич
- Фелікс Жуковський — наречений
- Юзеф Орвід — сторож в'язниці